# Otto Kuchenbecker
Otto Albert August Kuchenbecker (* 16. Oktober 1907 in Demmin; † 14. November 1990 in Bad Nenndorf) war ein deutscher Basketballspieler.

## Werdegang
Otto Kuchenbecker war Teil der deutschen Nationalmannschaft, die beim ersten olympischen Basketballturnier bei den Olympischen Sommerspielen 1936 in Berlin den 15. Platz belegte. 1939 gewann er mit dem LSV Spandau die erste deutsche Basketballmeisterschaft.